# Anéroeste
 (mai 2022).
La mise en forme du texte ne suit pas les recommandations de Wikipédia : il faut le « wikifier ».
Les points d'amélioration suivants sont les cas les plus fréquents :
- Les titres sont pré-formatés par le logiciel. Ils ne sont ni en capitales, ni en gras.
- Le texte ne doit pas être écrit en capitales (les noms de famille non plus), ni en gras, ni en italique, ni en « petit »…
- Le gras n'est utilisé que pour surligner le titre de l'article dans l'introduction, une seule fois.
- L'italique est rarement utilisé : mots en langue étrangère, titres d'œuvres, noms de bateaux, etc.
- Les citations ne sont pas en italique mais en corps de texte normal. Elles sont entourées par des guillemets français : « et ».
- Les listes à puces sont à éviter, des paragraphes rédigés étant largement préférés. Les tableaux sont à réserver à la présentation de données structurées (résultats, etc.).
- Les appels de note de bas de page (petits chiffres en exposant, introduits par l'outil «  Source ») sont à placer entre la fin de phrase et le point final[comme ça].
- Les liens internes (vers d'autres articles de Wikipédia) sont à choisir avec parcimonie. Créez des liens vers des articles approfondissant le sujet. Les termes génériques sans rapport avec le sujet sont à éviter, ainsi que les répétitions de liens vers un même terme.
- Les liens externes sont à placer uniquement dans une section « Liens externes », à la fin de l'article. Ces liens sont à choisir avec parcimonie suivant les règles définies. Si un lien sert de source à l'article, son insertion dans le texte est à faire par les notes de bas de page.
- La présentation des références doit suivre les conventions bibliographiques. Il est recommandé d'utiliser les modèles {{Ouvrage}}, {{Chapitre}}, {{Article}}, {{Lien web}} et/ou {{Bibliographie}}. Le mode d'édition visuel peut mettre en forme automatiquement les références.
- Insérer une infobox (cadre d'informations à droite) n'est pas obligatoire pour parachever la mise en page.

Pour une aide détaillée, merci de consulter Aide:Wikification.
Si vous pensez que ces points ont été résolus, vous pouvez retirer ce bandeau et améliorer la mise en forme d'un autre article.
Anéroeste (en grec ancien Ἀνηροέστης / en langue gauloise Aneroestos) est un roi de la nation celte des Gésates. Au IIIe siècle av. J.-C., ce peuple occupe une part de la vallée du Rhône, en gaule transalpine. Il combattit comme chef mercenaire contre la République romaine à l'occasion de la bataille de Télamon en 225 av. J.-C. alors qu'il régnait sur les Gésates depuis l'année 233 av. J.-C., au moins. 

## Le condottiere Gésate
Pour cause, Anéroestos fut engagé au même titre que son homologue Concolitanos, autre chef des Gésates, par les Boïens et les Insubres en réponse aux entreprises romaines de colonisation du Picenum. Cette région était jusqu'alors sous domination gauloise. L'œuvre politique et militaire de ce roi celte ne nous est connue que par le biais du livre II des Histoires de Polybe rédigé dans les années 160 av. J.-C.. L'auteur y fait quatre fois mention du nom d'Anéroeste. 
Polybe, Histoires, II, 4 : "Dans cette pensée, les Insubriens et les Boïens, les deux plus grandes de leurs nations, se liguent ensemble et envoient chez les Gaulois, qui habitaient le long des Alpes et du Rhône, et qu'on appelait Gésates, parce qu'ils servaient pour une certaine solde, car c'est ce que signifie proprement ce mot. Pour gagner leurs deux rois Concolitanos et Anéroestos, et les engager à armer contre les Romains, ils leur font présent d'une somme considérable ; ils leur mettent devant les yeux la grandeur et la puissance de ce peuple [...]"
Pour Venceslas Kruta, les facteurs qui poussent Anéroeste et Concolitan à accepter de s'engager au sein d'une coalition cisalpine résiderait dans la raréfaction des contrats mercenaires carthaginois à la suite de la grande révolte des mercenaires de 241-238 av. J.-C. et de l'occupation de la Sardaigne par Rome (237 av. J.-C.). L'aristocratie guerrière de Gaule méridionale se retrouvait alors, vulgairement, au "chômage technique" et il appartenait aux rois de lui fournir de nouvelles occasions de pillage et de butin. Nous noterons également que le nombre de cavaliers compris dans l'armée Gésate d'Anéroeste et Concolitan était anormalement élevé ce qui dessine les contours d'une campagne éminemment aristocratique.

Après quelques succès en Étrurie, Anéroeste convainc le reste de l'armée gauloise coalisée de se retirer face à l'armée du consul romain Lucius Aemilius Papus. La route leur est toutefois barrée à Télamon (aujourd'hui Talamone, en Toscane) par l'autre consul mobilisé, Caius Atilius Regulus qui les contraints à livrer une bataille rangée.
Polybe, Histoires, II, 5 : "Anéroestos, leur roi, dit qu'après avoir fait un si riche butin (car ce butin était immense en prisonniers, en bestiaux et en bagages), il n'était pas à propos de s'exposer à un nouveau combat, ni de courir le risque de perdre tout ; qu'il valait mieux pour eux retourner dans leur patrie ; qu'après s'y être déchargés de leur butin, ils seraient plus en état, si on le trouvait bon, de reprendre les armes contre les Romains."

## Le désastre de Télamon
Les Gésates combattirent en première ligne, entièrement nus, exception faite de leurs boucliers et de leurs parures d'or ou d'airain. Trop étroits pour dissimuler totalement toute l'ampleur de leur corps prodigieux, nous dit Polybe, les boucliers laissent les guerriers Gésates à la merci des projectiles romains. Sans moyen d'atteindre leurs assaillants, les lignes Gésates décimées sont contraintes de se retirer livrant ainsi leur alliés démunis au massacre. Concolitanos est capturé tandis qu'Aneroestos et une partie de sa garde rapprochée parviennent à s'échapper. 
Polybe, Histoires, II, 6: "Quarante mille Gaulois restèrent sur la place , et on fit au moins dix mille, prisonniers, entre lesquels était Concolitanos, un de leurs rois. Anéroestos se sauva avec quelques-uns des siens, en je ne sais quel endroit, où il se tua lui et ses amis de sa propre main."

## La mort d'Anéroeste
Ne supportant l'échec, le roi en fuite se donne finalement la mort puis, suivant l'usage gaulois, il est suivi par ses fidèles, sa familia. Le texte de Polybe laisse toutefois entendre qu'il les y a contraints. Si le suicide des généraux vaincus est chose courante durant l'Antiquité, cet épisode de meurtre ou de suicide collectif pourrait, en effet, renvoyer à une pratique de mort d'accompagnement observée parmi les suites aristocratiques gauloises. On pensera notamment aux quelques lignes de César consacrées dans La Guerre des Gaules, (Livre III, 22) au suicide d'Adituanos roi des Sotiates, peuple celtique d’Aquitaine et de ses 600 soldures.